# HMS Sjöborren
HMS Sjöborren var en svensk ubåt av Sjölejonet-klass som byggdes av Kockums och sjösattes den 14 juni 1941.
Sjöborren påseglades den 4 september 1942 i övervattensläge av S/S Virginia och sjönk vid Kockelskär i Nyköpings skärgård. En besättningsman drunknade i samband med olyckan. Ubåten bärgades och sattes i tjänst igen i oktober 1943 innan hon utrangerades 1959.